# Bohrův poloměr

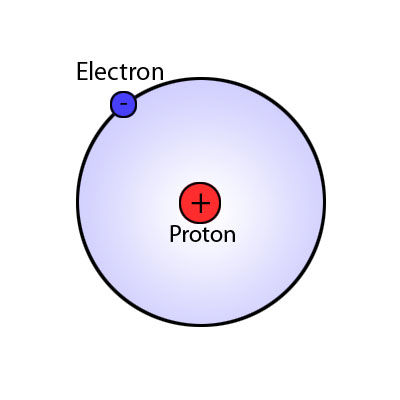
Bohrův poloměr (schéma fyzikální konstanty)

Bohrův poloměr je fyzikální konstanta pojmenovaná po Nielsu Bohrovi, který jeho hodnotu jako první vypočetl. Konstanta vyjadřuje nejpravděpodobnější vzdálenost elektronu od protonu v atomu vodíku. Definiční vztah a hodnota Bohrova poloměru je:
{\displaystyle a_{0}={\alpha  \over 4\pi R_{\infty }}={4\pi \epsilon _{0}\hbar ^{2} \over m_{\mathrm {e} }e^{2}}=0{,}529\,177\,210\,544(82)\times 10^{-10}\,\mathrm {m} \,,}
kde {\displaystyle \alpha } je konstanta jemné struktury, {\displaystyle \pi } je Ludolfovo číslo, {\displaystyle R_{\infty }} je Rydbergova konstanta, {\displaystyle \epsilon _{0}} je permitivita vakua, {\displaystyle \hbar } je redukovaná Planckova konstanta, {\displaystyle m_{\mathrm {e} }} je hmotnost elektronu a {\displaystyle e} je elementární náboj.